# Tau Puppis
Tau Puppis (39 Puppis) é uma estrela na direção da constelação de Puppis. Possui uma ascensão reta de 06h 49m 56.14s e uma declinação de −50° 36′ 51.8″. Sua magnitude aparente é igual a 2.94. Considerando sua distância de 183 anos-luz em relação à Terra, sua magnitude absoluta é igual a −0.80. Pertence à classe espectral K0III....